# Diocesi di Macon (Bizacena)
La diocesi di Macon (in latino Dioecesis Macontana) è una sede soppressa e sede titolare della Chiesa cattolica.

## Storia
Macon, nell'odierna Tunisia, è un'antica sede episcopale della provincia romana di Bizacena.
Unico vescovo noto di questa antica sede episcopale è Comizio (in latino Comitius o Comicius), che sottoscrisse il 13 agosto gli atti della prima sessione del concilio riunito a Cartagine nell'estate del 397 da Aurelio di Cartagine.
Dal 1989 Macon è annoverata tra le sedi vescovili titolari della Chiesa cattolica; dal 12 dicembre 2003 il vescovo titolare è Paul Hinder, O.F.M.Cap., amministratore apostolico dell'Arabia settentrionale e già vicario apostolico dell'Arabia meridionale.

## Cronotassi

### Vescovi residenziali
- Comizio † (menzionato nel 397)

### Vescovi titolari
- Tarcisius Gervazio Ziyaye † (26 novembre 1991 - 4 maggio 1993 nominato vescovo coadiutore di Lilongwe)
- Dennis Patrick O'Neil † (16 gennaio 2001 - 17 ottobre 2003 deceduto)
- Paul Hinder, O.F.M.Cap., dal 12 dicembre 2003